# Navarra Women's Elite Classic 2023
La Navarra Women's Elite Classic 2023, quinta edizione della corsa, valevole come prova dell'UCI Women's ProSeries 2023 categoria 1.Pro, si svolse il 10 maggio 2023 per un percorso di 135,8 km, con partenza e arrivo a Pamplona, in Navarra. La vittoria fu appannaggio della neerlandese Riejanne Markus, la quale completò il percorso in 3h50'23" alla media di 35,367 km/h, precedendo la russa Tamara Dronova e la neozelandese Ella Wyllie.
Sul traguardo di Pamplona 40 corritrici, delle 121 partite, portarono a termine la gara.

## Squadre partecipanti
Al via 22 formazioni.
| N.      | Cod. | Squadra                           |
| ------- | ---- | --------------------------------- |
| 1-6     | MOV  | Movistar Team                     |
| 11-16   | UAD  | UAE Team ADQ                      |
| 21-26   | JVW  | Team Jumbo-Visma                  |
| 31-36   | WNT  | Ceratizit-WNT Pro Cycling Team    |
| 41-46   | JAY  | Team Jayco AlUla                  |
| 51-56   | CGS  | Israel Premier Tech Roland        |
| 61-66   | CSR  | Canyon-SRAM Racing                |
| 71-76   | DRP  | Lifeplus Wahoo                    |
| 81-86   | HPU  | Team Coop-Hitec Products          |
| 91-96   | EIC  | Eneicat-CMTeam-Seguros Deportivos |
| 101-106 | BDU  | Bizkaia Durango                   |

| N.      | Cod. | Squadra                                  |
| ------- | ---- | ---------------------------------------- |
| 111-116 | SRC  | Stade Rochelais Charente-Maritime        |
| 121-126 | LKF  | Laboral Kutxa Fundación Euskadi          |
| 131-136 | CPD  | Colombia Pacto Por El Deporte-GW Shimano |
| 141-146 | BPK  | BePink                                   |
| 151-156 | MAT  | Massi-Tactic Women Team                  |
| 161-166 | TGA  | Team Groupe Abadie                       |
| 171-176 | STC  | Soltec Team                              |
| 181-186 | CDR  | Cantabria Deporte-Rio Miera              |
| 191-196 | FBW  | Farto-BTC Women's Cycling Team           |
| 201-206 | SWT  | Sopela Women's Team                      |
| 211-216 |      | Vipeq-La Vaca Purpura                    |

## Ordine d'arrivo (Top 10)
| Pos. | Corritrice                  | Squadra   | Tempo    |
| ---- | --------------------------- | --------- | -------- |
| 1    | Riejanne Markus             | Jumbo     | 3h50'23" |
| 2    | Tamara Dronova-Balabolina   | Israel    | a 47"    |
| 3    | Ella Wyllie                 | Lifeplus  | a 1'06"  |
| 4    | Eleonora Camilla Gasparrini | UAE       | s.t.     |
| 5    | Karlijn Swinkels            | Jumbo     | s.t.     |
| 6    | Elena Pirrone               | Israel    | s.t.     |
| 7    | Floortje Mackaij            | Movistar  | s.t.     |
| 8    | Ella Harris                 | Lifeplus  | s.t.     |
| 9    | Ane Santesteban             | Jayco     | s.t.     |
| 10   | Alice Maria Arzuffi         | Ceratizit | s.t.     |